# Naturpark Mühlviertel

Der Naturpark Mühlviertel (bis 2005: Naturpark Rechberg) ist der einzige Naturpark im Mühlviertel und einer von insgesamt drei in Oberösterreich mit Flächenanteilen in vier Mühlviertler Gemeinden. Während Bad Zell zur LEADER Region Mühlviertler Alm gehört, zählen Allerheiligen im Mühlkreis, Rechberg und St. Thomas am Blasenstein zur Leader Region Strudengau.
Im Naturpark befinden sich 13 der 46 im Bezirk Perg ausgewiesenen Naturdenkmäler, das Freilichtmuseum Großdöllnerhof sowie auf dem Dachboden der Pfarrkirche Rechberg die Wochenstube einer Mausohren-Kolonie.

## Ausdehnung und Entstehung
Der als Landschaftsschutzgebiet ausgewiesene Park erstreckt sich über mehrere nicht zusammenhängende Flächen mit insgesamt mehr als zehn Quadratkilometern (1046 Hektar) in den Bezirken Perg und Freistadt.
Anteile am Naturpark befinden sich auf dem Gebiet der Gemeinden Rechberg, Allerheiligen, Bad Zell und St. Thomas. Der im Naarntal gelegene Teil des Naturparks gehört auch zum Natura-2000-Gebiet Waldaist-Naarn.
Schon ab 1972 verfolgte die Gemeinde Rechberg das Projekt Naturpark mit dem Ziel, die landschaftlichen und kulturellen Besonderheiten der Region zu bewahren. Im 2. Europäischen Naturschutzjahr 1995 erfolgten konkrete Schritte, die 1996 zur Verordnung des Naturparks Rechberg mit einer Fläche von 3,17 Quadratkilometern führte. Es war bis zur Gründung des Naturparks Obsthügelland 2003 der einzige Naturpark Oberösterreichs. Die Erweiterung auf die benachbarten Gemeinden Allerheiligen, Bad Zell und St. Thomas am Blasenstein zum Naturpark Mühlviertel erfolgte 2005.
Nur die in der betreffenden Landesverordnung ausgewiesenen, teilweise nicht zusammenhängenden Grundstücke, sind Landschaftsschutzgebiet im Sinn des § 11 des Oberösterreichischen Naturschutzgesetzes 2001 – der Begriff des Naturparks ist in Oberösterreich in den des Landschaftsschutzgebiets integriert. Weitere oberösterreichische Naturparks sind der Naturpark Obst-Hügel-Land und der Naturpark Attersee-Traunsee.

## Naturparkverein
Die Naturparkidee ist bereits 1972 entstanden und führte 1983 zur Bestellung des Rechberger Amtsleiters Friedrich Jahn als Geschäftsführer. Er setzte sich für die Etablierung des Naturparks Rechberg ein und erreichte 1996 dessen Anerkennung durch eine Verordnung der Oberösterreichischen Landesregierung.
2001 wurde ein eigener Naturparkverein gegründet, dessen erster Geschäftsführer von 2002 bis 2008 Tobias Hundertpfund war. In dessen Funktionsperiode fiel die Erweiterung des Naturparks zum Naturpark Mühlviertel. Dessen Nachfolgerin war 2008 Karin Andrik, auf die im Jahr 2009 Barbara Derntl folgte. Der Vorstand des Vereins wird aus den Bürgermeistern bzw. Vizebürgermeistern der vier Naturparkgemeinden gebildet.
Der Verein Naturpark Mühlviertel soll gemäß seinem Leitbild als Regionalentwicklungsinstrument dienen und die nachhaltige Entwicklung eines ökologisch, ökonomisch sowie sozial intakten Lebensraumes anstreben und der Vereinszweck ist in den Statuten entsprechend beschrieben.
Zu den bekannteren und in der Bevölkerung umstrittenen Projekten gehörte die Wanderschäferei im Jahr 2007, die nach wenigen Monaten wieder eingestellt wurde. Nachhaltiger ist das Wanderwegekonzept 2007 bis 2013, das auf eine qualitative Verbesserung weniger Wanderwege und auf die Vernetzung der Wanderwege innerhalb der Naturparkgemeinden abzielt. Ein aktuelles Projekt befasst sich mit der Entwicklung und Vermarktung von Naturparkprodukten.

## Naturdenkmäler, geschützte Pflanzen und Tiere
Folgende bekannte Naturgebilde im Naturpark Mühlviertel wurden gemäß dem Oberösterreichischen Natur- und Landschaftsgesetz 1982 zu Naturdenkmälern erklärt.
- Das Naturdenkmal Falkenstein befindet sich im Naarntal auf dem Gemeindegebiet von Allerheiligen im Mühlkreis und ist ein ungefähr einhundert Meter aufragender, vom Naarntal aus sichtbarer Felsturm.
- Der Schwammerling befindet sich auf dem Gemeindegebiet von Rechberg und ist eine durch Wollsackverwitterung entstandene Felsformation, ein sogenannter Wackelstein, der als Wahrzeichen der Gemeinde Rechberg gilt und auch im Logo des Naturparks Mühlviertel enthalten ist.
- Das Naturdenkmal Zigeunermauer mit Opfertisch befindet sich auf dem Gemeindegebiet von St. Thomas am Blasenstein und ist ein Felsgebilde mit einer Form, wie sie in Teilen Europas als Vorbild für Megalithanlagen diente und über tausende Jahre als Kultplätze genutzt wurde.

Weiters sind die Pechölsteine in Rechberg und St. Thomas am Blasenstein, die Felsformation auf dem Plenkerberg, der Elefantenstein, die Geländekuppe Pammerhöhe und die Fuchsmauern in Rechberg sowie die Wackelsteine und Einsiedlersteine in St. Thomas am Blasenstein als Naturdenkmäler ausgewiesen.
Von den in Oberösterreich geschützten Pflanzen sind im Naturpark das Breitblättriges Knabenkraut (oder Breitblatt-Fingerknabenkraut), die Feuerlilie, der Fieberklee und der Rundblatt-Sonnentau anzutreffen.
Auf dem Dachboden der Pfarrkirche Rechberg befindet sich die Wochenstube einer Mausohren-Kolonie, die in der Zeit von Ende März/Anfang April bis Ende August/Anfang September dort die Zeit der Schwangerschaft, Geburt, Aufzucht und des Säugens der Jungtiere verbringen. Die etwa 400-köpfige Kolonie wird seit 2004 von Mitarbeitern der österreichischen Koordinationsstelle für Fledermausschutz und -forschung beobachtet und scheint stabil zu sein.

## Freilichtmuseum Großdöllnerhof
Das Freilichtmuseum Großdöllnerhof ist ein etwa vierhundert Jahre alter, für die Region typischer Mühlviertler Dreiseithof, der bis 1968 im Vollerwerb bewirtschaftet und 1994 von der Gemeinde Rechberg angekauft und zu einem Museum und Veranstaltungszentrum aus- und umgebaut wurde. Im Gebäude ist eine Dauerausstellung zum Thema Volksmedizin und Aberglaube untergebracht, die durch jährlich wechselnde Sonderausstellungen sowie fallweise Schauhandwerk ergänzt wird.

## Stoakraftweg
Seit 2019 führt der 48 km lange Stoakraft Weg durch den Naturpark Mühlviertel.

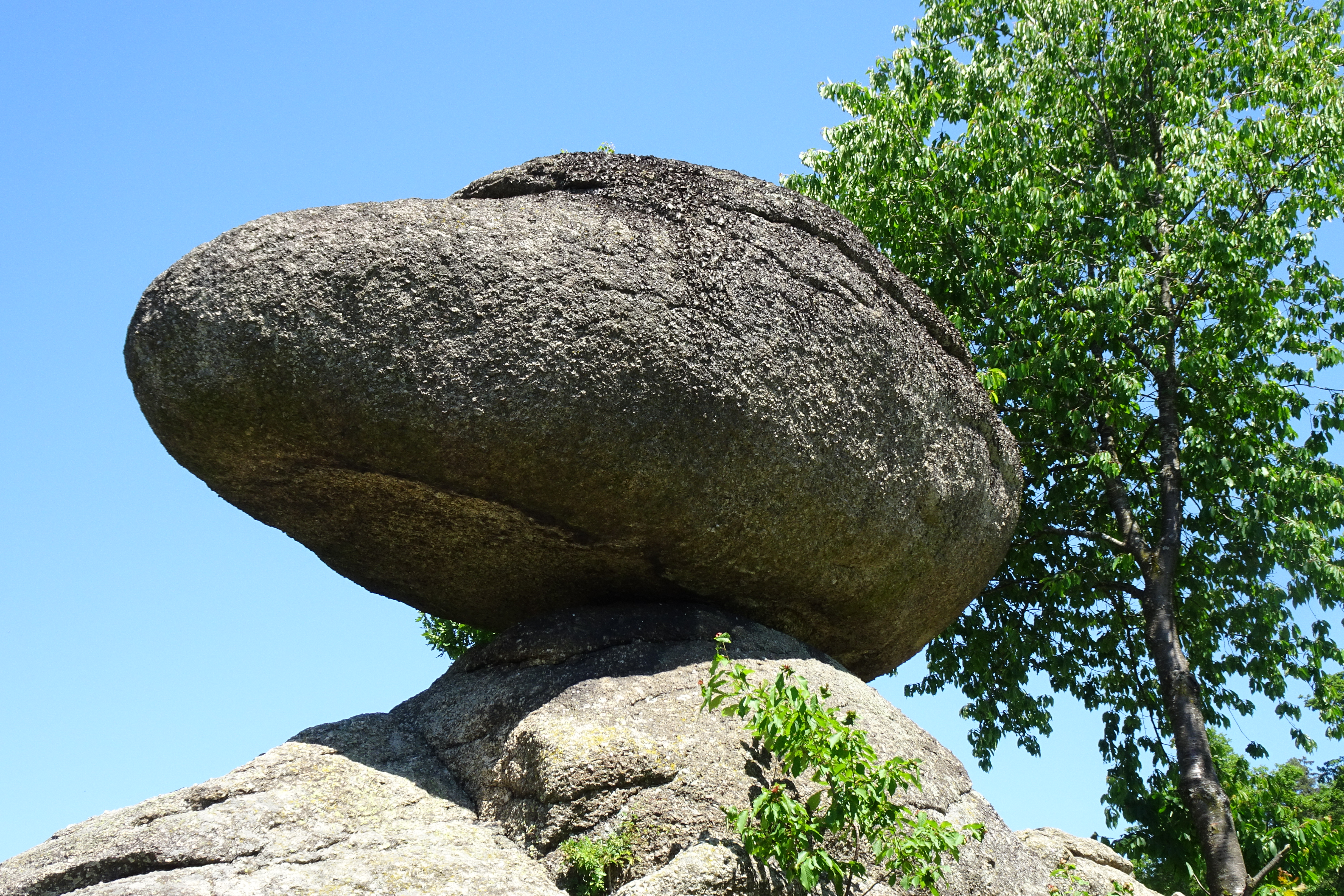
Der Schwammerling, das Wahrzeichen des Naturparks
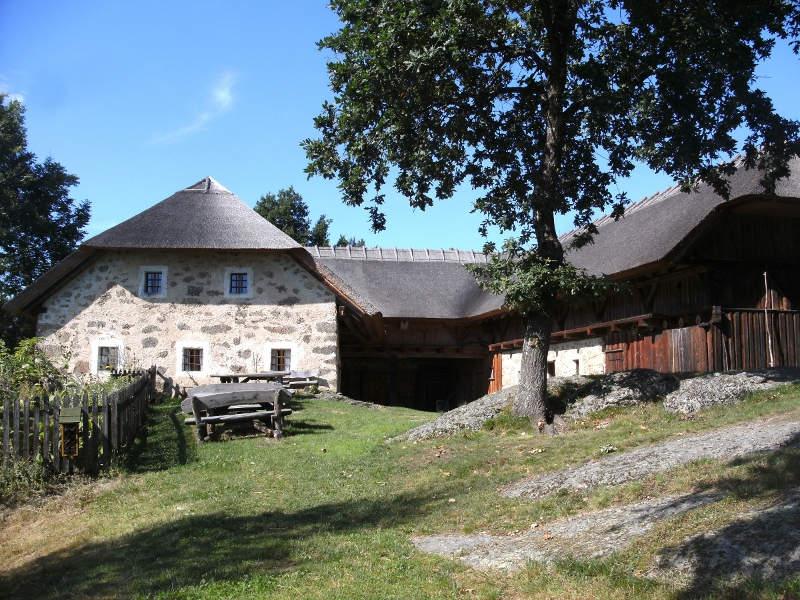
Der Großdöllnerhof
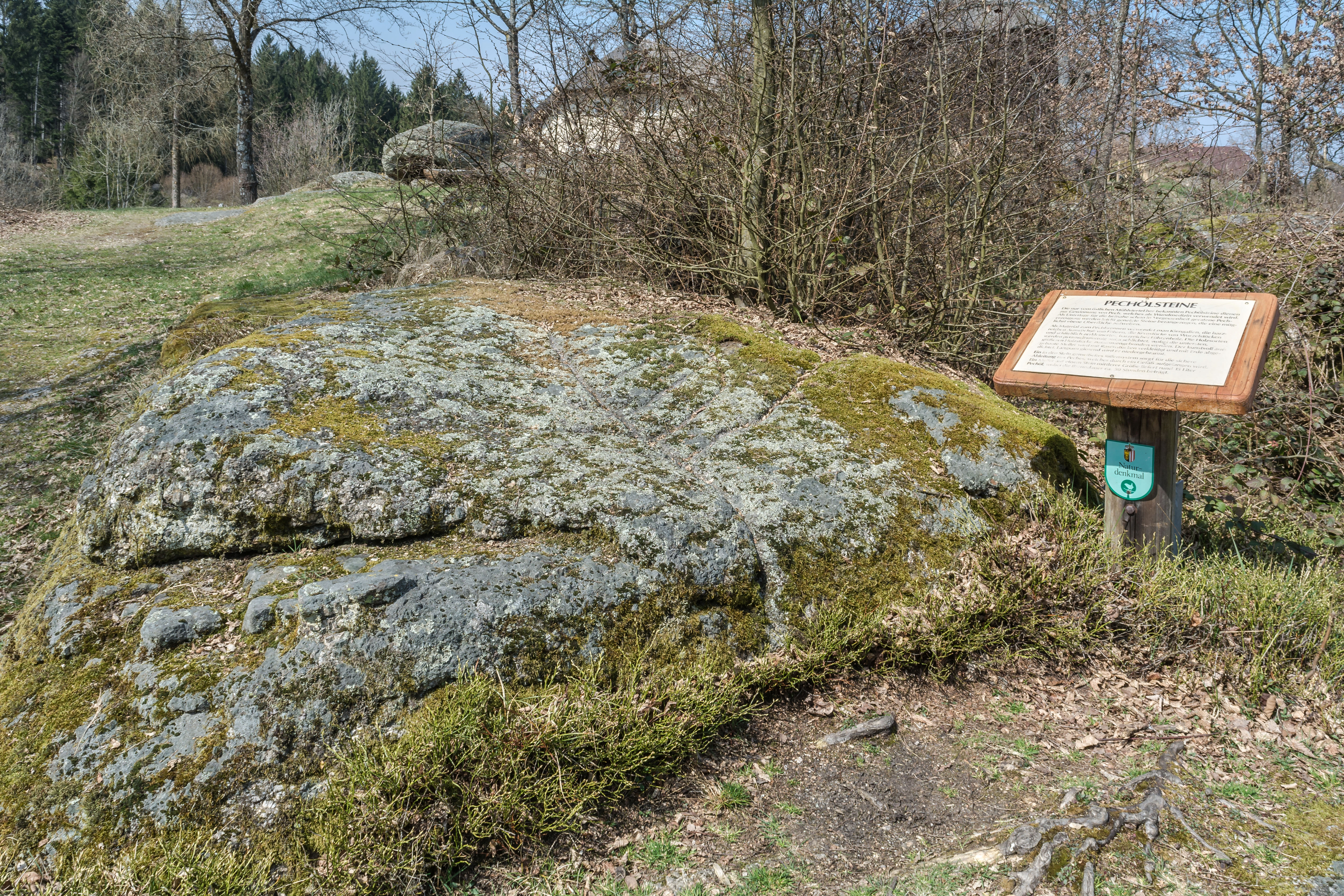
Pechölstein am Großdöllnerhof
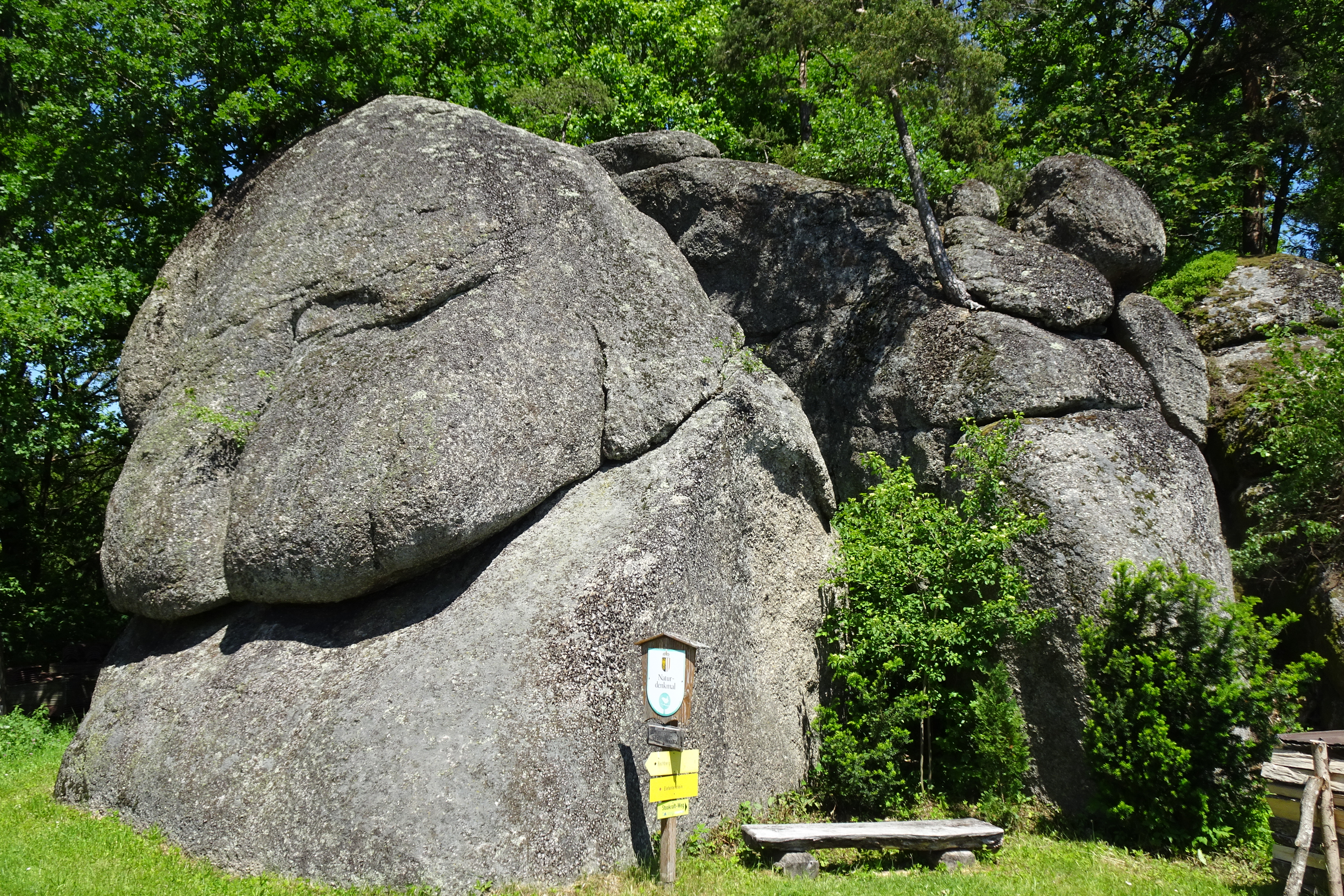
Der Elefantenstein in Rechberg

## Veröffentlichungen
Zeitschriften:
- S' Um und Auf im Naturpark Mühlviertel. Allerheiligen – Bad Zell – Rechberg – St. Thomas. Verein Naturpark Mühlviertel, Rechberg seit 2006.
- Abenteuer Natur. Für Schulklassen, Kinder- & Jugendgruppen. Verein Naturpark Mühlviertel, seit 2022.